# Villa Naturen
Villa Naturen var ett par eller flera byggnader norr om Kristianstad  vid Råbelövssjöns strand mellan 1938 och 1974. Den uppfördes av Jeppe Olsson, mer känd som Jeppa och mög-Jeppa, som var en åkeriägare och en excentrisk person i 1920-talets Kristianstad. 
1938 kom Jeppa över en bit mark vid Råbelövssjön där han påbörjade bygget av Villa Naturen. Arbetet pågick i princip dygnet runt och byggnaden växte fram efterhand. Huset hade ingen egentlig stomme utan var bunden mellan träden och balanserade på lerfot. Huset utformades efter det virke som Jeppa kom över från rivningshus. Om en bräda var för lång så sågades den inte av utan blev utgångspunkt för en ny utbyggnad till ett annat rum. Invändigt var huset klätt med reklamaffischer, tidningar mm. Utvändigt täcktes huset med tjärpapp och tjära efter beskrivningar i Bibeln om Noas ark. Jeppa var 62 år gammal när han påbörjade bygget 1938. Han fortsatte arbetet med sitt ofullbordade verk i 17 år fram till 1955 då han nödgades flytta till Sankt Lars hospital i Lund.
Huskomplexen hade paternosterverk för vattenförsörjning som drevs av en vindmölla, en hängbro kallad "Suckarnas bro" mellan sitt eget hus och ett annex tänkt för Kristianstads sjuksköterskor. Där fanns rum som han kallade "Gröna gemaket", "Blå salongen", Utsiktstorn, bassäng och jordkällare. Han hade även grävt en kanal för sin eka. Eftersom han trodde på domedagen och att den skulle komma med en tysk invasion, ville han gömma undan sjuksköterskorna här. Jeppa blev omskriven i bl.a. Chicago herald tribune och det sägs att han fick besök av både Greta Garbo och Prinsessan Sibylla. Jeppa tog 50 öre som inträde av varje besökare, rik som fattig.
Sedan Jeppa lämnat Villa Naturen började byggnaden långsamt fördärvas. Såväl vandalism som naturens påverkan raserade byggnaden och 1974 krävde polisen att återstoden skulle avlägsnas. Den lokala brandkåren använde det som fanns kvar som övningsobjekt och det tog 10 minuter att bränna resterna.